# CF Gagauziya
O CF Gagauziya (em romeno, CF Găgăuzia) é um clube de futebol da cidade de Comrat, capital da região moldávia da Gagaúzia.
Manda suas partidas no Comrat Stadium, em Comrat, com capacidade para 4 mil torcedores. Foi o primeiro clube gagauz a disputar a Divizia Naţională, a primeira divisão do futebol moldávio.

## Títulos
O Gagauziya não possui nenhum título de destaque.